# Белоусов, Игорь Сергеевич
И́горь Серге́евич Белоу́сов (15 января 1928 — 10 февраля 2005) — советский государственный деятель, кораблестроитель. Депутат Совета Союза Верховного Совета СССР 11 созыва (1984–1989) от Горьковской области. Член ЦК КПСС в 1986–1990, Герой Социалистического Труда (1974), лауреат Ленинской (1984) и Государственной (1969) премий СССР.

## Биография
Родился в семье служащих, русский. К 1941 году окончил 6 классов ленинградской школы. Во время Великой Отечественной войны был эвакуирован в Архангельскую область. С отличием окончил неполную среднюю школу (7 классов). С 1942 член ВЛКСМ. В том же году переехал во Владивосток, где окончил 1й курс Военно-Морской спецшколы (соответствовало 8 классам). Обучение прекратил ввиду болезни. В 1943 году плавал на кораблях Тихоокеанского флота (В том числе за границу, неоднократно бывал в США). По возвращении во Владивосток поступил в 9-й класс средней школы. Обучение в 10-м классе начал в Москве. Закончил среднее образование в школе №10 Свердловского района (ныне Василеостровский район) Ленинграда. В 1952 окончил Ленинградский кораблестроительный институт.
В 1952–1967 работал мастером, старшим мастером, старшим инженером-технологом, заместителем начальника цеха, секретарём комитета ВЛКСМ (1956–1957), начальником сборочно-сварочного цеха (1957–1961), начальником производственного отдела (1961–1963), главным инженером (1963–1967) Балтийского завода имени С. Орджоникидзе в Ленинграде. Участвовал в инженерной подготовке и организации производства подводных лодок проектов 613 и 651, крейсера проекта 82 (1952–1956); в освоении толстолистовых конструкций сталей типа «АК» (1955–1958); в строительстве крупной серии танкеров типа «Пекин» и «София» (1956–1967); в создании кораблей для связи и управления полетами пилотируемых космических аппаратов (1963–1967).
В 1967–1969 работал главным инженером Адмиралтейского завода. Участвовал в строительстве атомных подводных лодок второго поколения проекта 671, в строительстве скоростных подводных лодок с титановыми корпусами (1969-1976).
В 1969–1976 – заместитель, в 1976–1984 – первый заместитель министра судостроительной промышленности СССР. Участвовал в комплексном решении вопросов создания подводных лодок проектов 667Б, 667БД, 667БДР для обеспечения паритета в стратегических морских ракетных силах СССР и США (1970-1974), а также в создании ракетной системы «Тайфун» как противовеса американской системе «Трайдент» (1976-1984).
В 1984–1988 – министр судостроительной промышленности СССР.
В 1988–1990 – заместитель Председателя Совета министров СССР — председатель Государственной военно-промышленной комиссии.
Внёс большой вклад в развитие НИИ и КБ по созданию ракетно-космических и противоракетных комплексов, подводного и надводного ракетоносного флота, в оснащение дальней авиации крылатыми ракетами.
С декабря 1990 года персональный пенсионер союзного значения.
В 1991–1993 – советник государственного консорциума «Экопром». В 1993 – вице-президент судоходной компании «Аква-Вест». В 2000–2005 – главный советник — руководитель группы советников ФГУП «Рособоронэкспорт».

Могила И. С. Белоусова на Новодевичьем кладбище Москвы.

## Награды

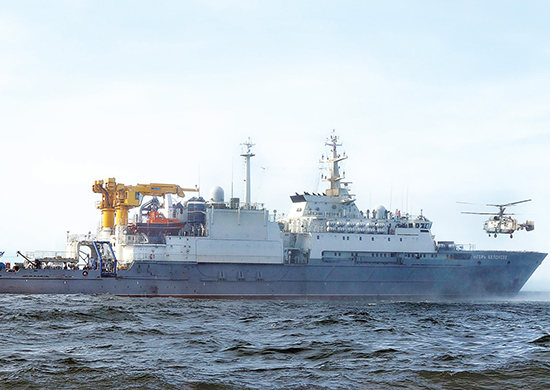
Спасательное судно «Игорь Белоусов»

- Герой Социалистического Труда (4 декабря 1974)[2]
- три ордена Ленина
- два ордена Трудового Красного Знамени
- орден «Знак Почёта»
- Лауреат Государственной премии СССР (1969)
- Лауреат Ленинской премии (1984)
- Почётная грамота Правительства Российской Федерации (14 января 1998) — за большой вклад в развитие и конверсию оборонной промышленности и в связи с 70-летием со дня рождения

## Память
Именем И. С. Белоусова названо океанское спасательное судно «Игорь Белоусов», построенное на «Адмиралтейских верфях» в Санкт-Петербурге.